# Judo op de Olympische Zomerspelen 2004 – Klasse tot 52 kilogram vrouwen
Het judotoernooi in de klasse tot 52 kilogram voor vrouwen op de Olympische Zomerspelen 2004 vond plaats op zondag 15 augustus 2004. Regerend olympisch kampioene was Legna Verdecia uit Cuba, die ontbrak in Athene.  Nederland vaardigde geen deelneemster af in deze op een na lichtste gewichtsklasse bij de vrouwen. In totaal kwamen 24 judoka's uit 24 landen uit in de half-lichtgewichtklasse.

## Programma
Alle tijden zijn  (UTC+2)
| Datum                   | Tijd              | Ronde                              |
| ----------------------- | ----------------- | ---------------------------------- |
| zondag 15 augustus 2004 | 10:30 13:00 17:00 | Kwalificaties Halve finales Finale |

## Toernooischema

### Laatste 4
|  | Halve finale      | Halve finale |  |               | Finale       | Finale |
|  |                   |              |  |               |              |        |
|  |                   |              |  |               |              |        |
|  | Annabelle Euranie | 0010         |  |               |              |        |
|  | Xian Dongmei      | 1001         |  |               |              |        |
|  |                   |              |  |               | Xian Dongmei | 1000   |
|  |                   |              |  | Yuki Yokosawa | 0000         |        |
|  | Yuki Yokosawa     | 1000         |  |               |              |        |
|  | Amarilis Savón    | 0010         |  |               |              |        |

### Herkansingen
|  | Herkansing        | Herkansing        | Herkansing |  |  | Bronzen medaille | Bronzen medaille | Bronzen medaille |
|  |                   |                   |            |  |  |                  |                  |                  |
|  | Ioana Dinea-Aluaş | Ioana Dinea-Aluaş | 0100       |  |  |                  |                  |                  |
|  | Salima Souakri    | Salima Souakri    | 0121       |  |  | Salima Souakri   | Salima Souakri   | 0000             |
|  |                   |                   |            |  |  | Amarilis Savón   | Amarilis Savón   | 1000             |
|  |                   |                   |            |  |  |                  |                  |                  |
|  |                   |                   |            |  |  |                  |                  |                  |
|  |                   |                   |            |  |  |                  |                  |                  |
|  |                   |                   |            |  |  |                  |                  |                  |

|  | Herkansing         | Herkansing         | Herkansing |  |  | Bronzen medaille  | Bronzen medaille  | Bronzen medaille |
|  |                    |                    |            |  |  |                   |                   |                  |
|  | Georgina Singleton | Georgina Singleton | 0000       |  |  |                   |                   |                  |
|  | Ilse Heylen        | Ilse Heylen        | 0011       |  |  | Ilse Heylen       | Ilse Heylen       | 0001             |
|  |                    |                    |            |  |  | Annabelle Euranie | Annabelle Euranie | 0000             |
|  |                    |                    |            |  |  |                   |                   |                  |
|  |                    |                    |            |  |  |                   |                   |                  |
|  |                    |                    |            |  |  |                   |                   |                  |
|  |                    |                    |            |  |  |                   |                   |                  |

## Eindrangschikking
| №      | Naam                      | NOC |
| ------ | ------------------------- | --- |
| Goud   | Xian Dongmei              | CHN |
| Zilver | Yuki Yokosawa             | JPN |
| Brons  | Ilse Heylen               | BEL |
| Brons  | Amarilis Savón            | CUB |
| 5      | Salima Souakri            | ALG |
| 5      | Annabelle Euranie         | FRA |
| 7      | Ioana Dinea-Aluaş         | ROU |
| 7      | Georgina Singleton        | GBR |
| 9      | Sanna Askelöf             | SWE |
| 9      | Hortence Diédhiou         | SEN |
| 9      | Michal Feinblat           | ISR |
| 9      | Fabiane Hukuda            | BRA |
| 13     | Raffaella Imbriani        | GER |
| 13     | Sholpan Kaliyeva          | KAZ |
| 13     | Lee Eun-Hui               | KOR |
| 13     | Charlee Minkin            | USA |
| 17     | Telma Monteiro            | POR |
| 17     | Petra Nareks              | SLO |
| 17     | Naina Cecilia Ravaoarisoa | MAD |
| 17     | Ri Sang-Sim               | PRK |
| 21     | M'Mah Soumah              | GUI |
| 21     | Rochelle Stormont         | NZL |
| 21     | Maria Tselaridou          | GRE |
| 21     | Flor Velázquez            | VEN |